# Alain Maury
| Asteroides descubiertos: 7 | Asteroides descubiertos: 7 |
| -------------------------- | -------------------------- |
| (3838) Epona               | 27 de noviembre de 1986    |
| (4404) Enirac              | 2 de abril de 1987         |
| (4482) Frèrebasile         | 1 de septiembre de 1986    |
| (4558) Janesick [1]        | 12 de julio de 1988        |
| (5370) Taranis             | 2 de septiembre de 1986    |
| (11284) Belenus            | 21 de enero de 1990        |
| (21001) Trogrlic           | 1 de abril de 1987         |
| [1] con J. Mueller         |                            |

Alain J. Maury (Pompey, 1958) es un astrónomo francés, especializado en la búsqueda de cometas y asteroides.

## Principales logros
Maury descubrió el cometa periódico 115P/Maury, así como el no-periódico C/1988 C1 (Maury-Phinney).
También ha descubierto numerosos asteroides, incluyendo el Asteroide Apolo (3838) Epona y los asteroides Amor (11284) Belenus y (5370) Taranis.
Participó en el OCA DLR Asteroid Survey (ODAS), programa que también descubrió algunos asteroides durante sus 30 meses de duración.
Desde 2003, Maury y su mujer Alejandra han trabajado desde su propio Observatorio de San Pedro, cerca de Atacama, en el norte de Chile, donde organizan visitas nocturnas para financiar tanto sus investigaciones como otras actividades para fomentar el interés público por la astronomía.

## Eponimia
- El asteroide (3780) Maury lleva este nombre en su honor.[3]